# Tour de l'Horloge (Sélestat)
La tour de l'Horloge ou tour neuve est une porte des remparts médiévaux de  Sélestat, dans le département français du Bas-Rhin.

## Localisation
Ce bâtiment est situé rue des Chevaliers à Sélestat.

## Historique
La tour est une porte des remparts de la ville de Sélestat, faisant partie de la seconde enceinte et construite vers 1280. La partie basse de la tour date de cette époque.
Le couronnement de la tour, avec son balcon et ses échauguettes a été construit en 1614. Les toitures et la lanterne ont été refaites après un incendie en 1891.
L'édifice fait l'objet d'une inscription au titre des monuments historiques depuis 1929.